# Allopogon placidus
Allopogon placidus là một loài ruồi trong họ Asilidae. Allopogon placidus được Wulp miêu tả năm 1882. Loài này phân bố ở vùng Tân nhiệt đới.